# Kathy Burke
Pour les articles homonymes, voir Burke.
Kathy Burke est une actrice et scénariste britannique, née le 13 juin 1964 à Londres dans le quartier de Hampstead, au Royaume-Uni.

## Filmographie

### Actrice

#### Cinéma
- 1982 : Scrubbers de Mai Zetterling : Glennis
- 1983 : Forever Young de David Drury : la fille
- 1984 : Goodie-Two-Shoes de Ian Emes : Parker
- 1984 : Sacred Hearts de Barbara Rennie : Tillie
- 1986 : Sid & Nancy d'Alex Cox : Brenda Windzor
- 1987 : Eat the Rich (en) de Peter Richardson : Kathy
- 1987 : Straight to Hell d'Alex Cox : Sabrina
- 1987 : Walker d'Alex Cox : Annie Mae
- 1989 : Work Experience de James Hendrie (court métrage) : Sally
- 1995 : Hello, Hello, Hello de David Thewlis (court métrage) : Jo Thomas
- 1996 : Bruised Fruit d'Aasaf Ainapore (court métrage) : Evie
- 1997 : Ne pas avaler (Nil by Mouth) de Gary Oldman : Valerie
- 1998 : Absolutely Fabulous: Absolutely Not! de Bob Spiers (vidéo) : Magda
- 1998 : Les Moissons d'Irlande (Dancing at Lughnasa) de Pat O'Connor : Margaret 'Maggie' Mundy
- 1998 : Elizabeth de Shekhar Kapur : Reine Marie Tudor
- 1999 : Mariage à l'anglaise (This Year's Love) de David Kane : Mary
- 2000 : Kevin & Perry (Kevin & Perry Go Large) d'Ed Bye : Perry
- 2000 : Gangsters, Sex & Karaoke (Love, Honour and Obey) de Dominic Anciano et Ray Burdis : Kathy
- 2001 : The Martins de Tony Grounds : Angie Martin
- 2002 : Once Upon a Time in the Midlands de Shane Meadows : Carol
- 2002 : Anita & Me de Metin Hüseyin : Mrs. Deidre Rutter
- 2006 : Souris City (Flushed Away) de David Bowers et Sam Fell : la mère de Rita (voix)
- 2011 : Bertie Crisp de Francesca Adams (court métrage) : Grace Crisp
- 2011 : La Taupe (Tinker Tailor Soldier Spy) de Tomas Alfredson : Connie Sachs
- 2015 : Pan de Joe Wright : Mère Barnabas
- 2016 : Absolutely Fabulous, le film (Absolutely Fabulous: The Movie) de Mandie Fletcher : Magda
- 2022 : Le Monstre des mers (The Sea Beast) de Chris Williams : Gwen Batterbie (voix)
- 2024 : Blitz de Steve McQueen : Beryl

#### Télévision
- 1981 : Educating Marmalade (série télévisée) : School girl
- 1985 : Past Caring (téléfilm) : Angie
- 1985 : Bleak House (en) (mini-série) : Guster
- 1987 : Two of Us (téléfilm) : Vera
- 1988 : The Black and Blue Lamp (téléfilm) : Voiceover
- 1990 : Harry Enfield's Television Programme (série télévisée) : Waynetta Slob
- 1990 : Amongst Barbarians : Lily
- 1993 : Mr. Wroe's Virgins (feuilleton TV) : Martha
- 1994 : Common As Muck (série télévisée) : Sharon
- 1994 : Sin Bin : Debbie
- 1994 : Harry Enfield and Chums (série télévisée) : Various Characters
- 1995 : After Miss Julie (téléfilm) : Christine
- 1995 : Life's a Bitch (téléfilm) : Girl
- 1997 : Histoire de Tom Jones, enfant trouvé (mini-série) : Honour
- 1998 : Ted & Ralph (téléfilm) : Mrs. Ted
- 1999 : Gimme, Gimme, Gimme saison I : Linda LAHUGUE
- 1999 : Shooting Gallery (en) (série télévisée) : Host
- 1999 : Pleasure Island (série télévisée) : Narrator (voix)
- 1999 : Harry Enfield Presents Kevin's Guide to Being a Teenager (téléfilm) : Various characters
- 2000 : Gimme, Gimme, Gimme saison II : Linda LAHUGUE
- 2000 : Gimme, Gimme, Gimme saison III : Linda LAHUGUE
- 2001 : Harry Enfield Presents Wayne and Waynetta's Guide to Wedded Bliss (téléfilm) : Waynetta
- 2001 : Comic Relief: Say Pants to Poverty (téléfilm) : Linda La Hughes
- 2005 : Twenty Thousand Streets Under the Sky (téléfilm) : Landlady (voix)

### Scénariste
- 1998 : The End

## Distinctions
- Festival de Cannes 1997 : Prix d'interprétation féminine pour Ne pas avaler
- British Independent Film Awards 1998 : Meilleure actrice pour Ne pas avaler
- Baftas 1998 : nomination au Bafta de la meilleure actrice pour Ne pas avaler